# Miekojärvi
Miekojärvi je sladkovodní ledovcové jezero ve Finsku. Leží na hranici obcí Ylitornio a Pello v západní části provincie Laponsko. Vytéká z něj řeka Tengeliönjoki, která se vlévá do Torne.
Miekojärvi má rozlohu 53,34 km² a je 77. největším jezerem Finska. Dosahuje střední hloubky 6,5 metru a maximální hloubky 22,8 metrů. Leží v nadmořské výšce 77 m a její povodí má rozlohu 2132 km². Na jezeře se nachází 21 ostrovů, z nich největší je Vaarasaari s rozlohou 8,4 km². Jižní část jezera se nazývá Isoselkä a je otevřenou plochou bez ostrovů. Miekojärvi zamrzá od listopadu do května. Kvalita vody je Finskou agenturou pro životní prostředí hodnocena jako střední.
Jezero je obklopeno borovými lesy. Je nazýváno „perla polárního kruhu“ a bylo zde navrženo zřízení národního parku. Místo je využíváno k rekreaci a vyrostlo zde množství prázdninových chat. Návštěvníci se věnují především rybolovu: žije zde okoun říční, mník jednovousý, jelec jesen a štika obecná, jezero je také nejsevernější lokalitou přirozeného výskytu candáta obecného. K jezeru vede státní silnice Kantatie 83. Místními zajímavostmi jsou písečná pláž Orhinselänniemi a kopec Pieskänjupukka, z něhož je možno přehlédnout celé jezero.
V devatenáctém století byla u jezera zřízena vysoká pec, která zpracovávala místní limonit.